# Podvrška
Podvrška (em cirílico:Подвршка) é uma vila da Sérvia localizada no município de Bor, pertencente ao distrito de Bor, na região de Ključ. A sua população era de 1075 habitantes segundo o censo de 2010.

## Demografia
| 1948  | 1953  | 1961  | 1971  | 1981  | 1991  | 2002  |
| ----- | ----- | ----- | ----- | ----- | ----- | ----- |
| 1 910 | 1 943 | 2 056 | 2 170 | 2 111 | 1 944 | 1 143 |